# Mico nigriceps
Mico nigriceps és una espècie de primat de la família dels cal·litríquids que viu al Brasil.

## Descripció
- Pes: 370 g.
- El cap i el cos fan una longitud de 21 cm, mentre que la cua en fa 32.